# Allorathkea ankeli
Allorathkea ankeli is een hydroïdpoliep uit de familie Rathkeidae. De poliep komt uit het geslacht Allorathkea. Allorathkea ankeli werd in 1972 voor het eerst wetenschappelijk beschreven door Schmidt. 